# Vanessa Pontet
Vanessa Pontet, née le 5 février 1970 à Versailles, est une réalisatrice, scénariste, journaliste et écrivaine française.

## Biographie
Spécialisée dans l’histoire et le patrimoine à la télévision, Vanessa Pontet a créé et réalisé plusieurs émissions et séries télévisées historiques.
Entre 2010 à 2017, elle est rédactrice en chef et réalisatrice de l’émission Secrets d'Histoire sur France 2,. En parallèle, elle réalise également plusieurs épisodes comme celui-ci Aliénor d'Aquitaine, Anne de Bretagne, Richelieu ou Nicolas Fouquet.
Depuis 2017, elle est la co-autrice et coréalisatrice de La Guerre des trônes : La Véritable Histoire de l'Europe sur France 5,. Les émissions sont construites comme des docufictions, dans lesquels les reconstitutions historiques alternent avec la narration du présentateur Bruno Solo, qui explique comment les événements historiques ont changé la carte de l’Europe,.
À l'occasion de la sixième saison, elle indique apporter un soin particulier au développement des personnages : « Cette sixième saison laisse beaucoup plus la place aux comédiens que les autres années. Les personnages ont plus d'épaisseur dans les scènes jouées. Plus que des scènes de reconstitution, on peut parler de scènes de fiction, même si ça reste du docu-fiction. »
En 2024, elle co-écrit la série télévisée Louis XIV et ses espions consacrée à l’histoire du cabinet noir, un réseau d’espionnage inédit destiné à renseigner Louis XIV sur ses proches et ses ennemis,.
Outre ces différents séries, elle a réalisé de nombreux documentaires, diffusés en prime time sur les chaînes de télévision française.
Elle a également écrit plusieurs biographies d'artistes comme Mylène Farmer, Grégory Lemarchal ou Jacques Martin. Elle a aussi écrit plusieurs romans historiques jeunesse, comme Fonteclose, le trésor de Charette ou la collection Sur les traces du fabuleux trésor….

## Filmographie
Sauf indication contraire, les informations mentionnées dans cette section peuvent être confirmées par la base de données cinématographiques IMDb,  présente dans la section « Liens externes ».

### Séries télévisées
- 2010 - 2017 : Secrets d'Histoire (rédactrice en chef et réalisatrice de plusieurs épisodes)
  - Les femmes de la révolution
  - Aliénor d’Aquitaine : Une rebelle au Moyen Âge
  - Anne de Bretagne : 2 fois Reine
  - Charlotte de Luxembourg
  - Gayatri Devi, dernière reine de Jaipur
  - Richelieu, le ciel peut attendre
  - Le duc d’Aumale, le magicien de Chantilly
  - Nicolas Fouquet : le soleil offusqué
  - La Princesse Palatine, la commère du grand siècle
- 2017 - en cours : La Guerre des trônes : La Véritable Histoire de l'Europe
  - Saison 1 (Guerre de Cent Ans)
  - Saison 2 (Guerres de Religion)
  - Saison 3 (Henri IV et Louis XIII)
  - Saison 4 (Louis XIV)
  - Saison 5 (La Régence)
  - Saison 6 (Guerre de Sept Ans)
  - Saison 7 (Révolution française)
  - Saison 8 (Le clan Bonaparte)
- 2024 : Louis XIV et ses espions

### Documentaires et reportages
- 2007 : Envoyé spécial - Robert Alagna
- 2010 : Non élucidé : L'affaire Sabine Dumont
- 2011 : Communes héritières : casse-tête ou don du ciel
- 2012 : Dans les coulisses du palais de Monaco
- 2013 : Zone interdite : Intimité et pouvoir - un an dans la vie du prince Albert de Monaco
- 2014 : Zone interdite : Le château de Versailles comme vous ne l'avez jamais vu
- 2016 : Vaulx le Vicomte un château de famille
- 2018 : L'histoire du château de Chimay
- 2015 - 2016 : Les 100 Lieux qu’il faut voir : Seine Maritime, Bouches du Rhône, Périgord Noir, Périgord tricolore (voix)[11]
- 2020 : Les France de l'Histoire - Sur les traces des Gaulois[12]

## Publications
- Gregory sur les pas d'un ange , L'Archipel, 2001, 189 p. (ISBN 978-2841879977)
- Mylene Farmer, la star aux deux visages, L'Archipel, 2001, 235 p. (ISBN 978-2809801965)
- Jacques Martin, l'empereur des dimanches, L'Archipel, 2008, 229 p. (ISBN 978-2809800739)[10]
- Mika, L'Archipel, 2010, 173 p. (ISBN 978-2809803013)[13]
- Fonteclose, Le Trésor de Charette, Slalom; Illustrated édition, 2019, 304 p. (ISBN 978-2375542224)[14]
- Sur les traces du fabuleux trésor breton , Poulpe Fictions, 2022, 272 p. (ISBN 978-2377422456)
- Sur les traces du fabuleux trésor d'Aquitaine, Poulpe Fictions, 2024, 168 p. (ISBN 978-2377423125)
- Les Reines de France vues par une ado, Poulpe Fictions, 2024, 216 p. (ISBN 978-2377422340)

## Spectacles sons et lumière
- Château de Langeais, avec Stéphane Bern[15]
- Château de Chimay, avec Stéphane Bern
- Château de Suscinio, avec Philippe Torreton

## Distinctions
En 2024, elle est récompensée du prix des jeunes lecteurs du Salon du Roman Historique de Levallois pour son ouvrage Sur les traces du fabuleux trésor d’Aquitaine.